# Haliplídeos
Os haliplídeos (Haliplidae) são uma família de insectos coleópteros, aquáticos e com cerca de 180 espécies descritas. A sua principal característica morfológica é a presença de grandes placas nas coxas posteriores, que utilizam para armazenar o ar que respiram debaixo de água.
Os adultos vivem entre a vegetação ribeirinha de lagos, lagoas e cursos de água. São maus nadadores, mas bons voadores, submergindo pouco dentro de água. Alimentam-se de ovos de mosquito, pequenas minhocas e crustáceos, hidras e algas.
As fêmeas depositam os ovos na superfície ou no interior de algas, nas quais previamente perfuraram um orifício. As larvas são aquáticas, herbívoras e respiram por brânquias traqueais.

## Géneros
Possui os seguintes géneros:
- Peltodytes
- Brychius
- Haliplus